# Denis Hendrickx
Denis Hendrickx O. Praem. (Alphen (N.B.), 24 mei 1949) is een Nederlands priester en norbertijn. Van 2013 tot 2024 was hij abt van de abdij van Berne.
De wieg van Denis Hendrickx stond in Alphen. Hij wist al als schooljongen dat hij priester wilde worden, maar de weg naar de wijding was lang voor iemand die al zo vroeg overtuigd was. Na de lagere school had hij zich weliswaar nog gemeld bij de norbertijnen in Heeswijk-Dinther, maar halverwege de opleiding stopte hij en ging verder studeren aan de Katholieke Leergangen in Tilburg. Hij werkte onder meer voor Pax Christi en zat acht jaar voor de toenmalige PPR (later opgegaan in GroenLinks) in de Tilburgse gemeenteraad. Maar het bleef knagen en zo kwam het dat hij op zijn 34e weer op de poort van de abdij van Berne klopte om alsnog de opleiding tot norbertijn te volgen.
Op 8 januari 1983 is hij als novice ingetreden in de Abdij van Berne in het Brabantse Heeswijk. Twee jaar later volgde zijn tijdelijke geloften op 10 januari 1985 en drie jaar later op 6 juni 1988 zijn grote professie. Hij werd priester gewijd op 28 augustus 1988.
Hendrickx is al ruim veertig jaar betrokken bij de norbertijencommuniteit van Priorij De Schans in Tilburg en  sinds april 2007 prior van deze gemeenschap. Daarnaast is hij sinds 1995 teamleider van de parochie parochie Heikant-Quirijnstok. Hij is daar o.a. een van de initiatiefnemers van het interreligieuze ontmoetingscentrum 'het ronde tafelhuis'.
Op 10 januari 2013 werd hij (voor een periode van zes jaar) gekozen tot 71e abt van Berne als opvolger van Ward Cortvriendt. Abt Hendrickx ontving op 7 april de mijter, staf en abtszegening van de bisschop van 's-Hertogenbosch, Antoon Hurkmans. Op 10 januari 2019 werd Hendrickx tijdens een samenkomst van het kapittel voor een periode van negen jaar herkozen tot abt.
Omdat Hendrickx met het bereiken van de 75-jarige leeftijd zou moeten terugtreden, heeft het generaal bestuur van de orde hem gevraagd tot en met 31 augustus 2024 aan te blijven. Dat betekent dat hij ook het zesjaarlijkse generaal kapittel – de internationale bestuursvergadering van de orde – nog zal meemaken.
- International Standard Name Identifier: 0000 0003 9498 2940
- Nederlandse Thesaurus van Auteursnamen: 071650113
- Virtual International Authority File: 289591360
- WorldCat: E39PBJvxqGp3WRwwhThx4gy8G3